# Ismail Adham

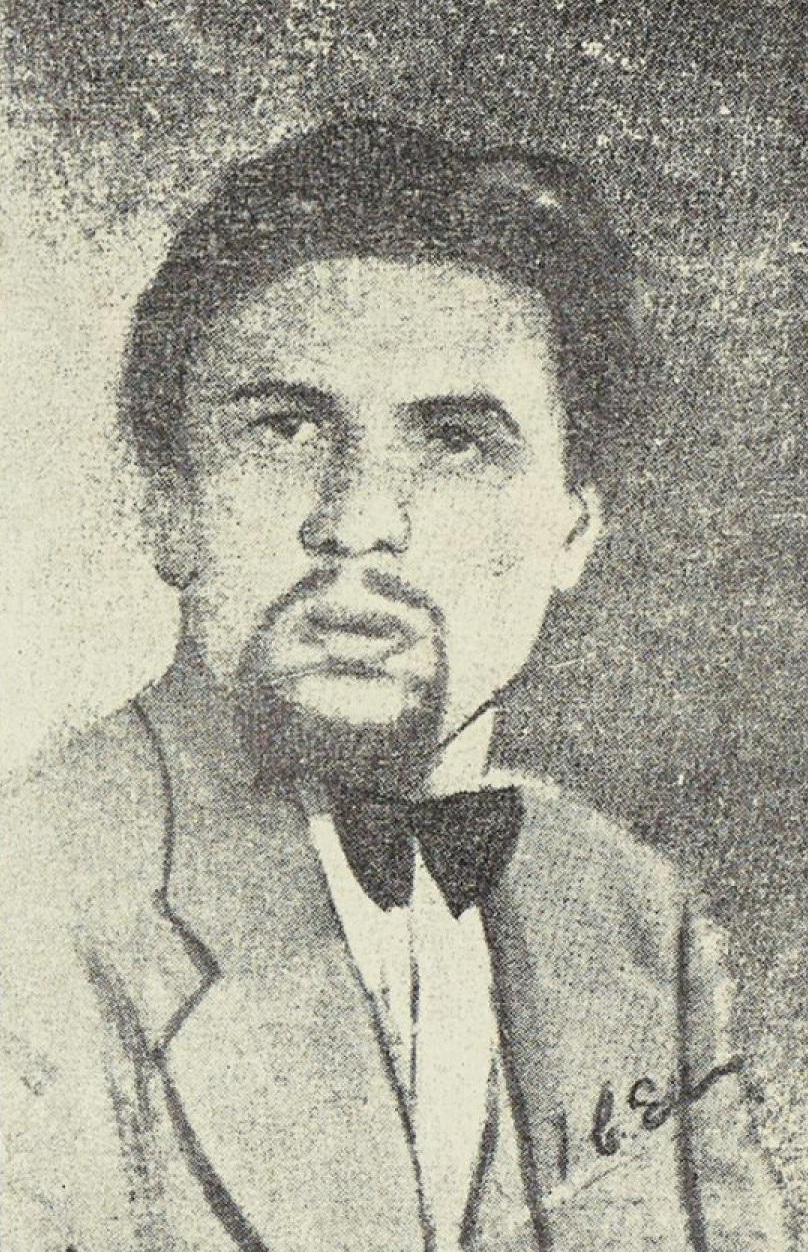
Ismail Adham

Ismail Ahmad Adham (arabisch: إسماعيل أحمد أدهم; geb. 13. Januar 1911 in Alexandria, Khedivat Ägypten; gest. 23. Juli 1940) war ein ägyptischer Schriftsteller.

## Leben
Ismail Adham wurde 1911 in Alexandria geboren. Seine Mutter war Deutsche, sein Vater Offizier der türkischen Armee. Er promovierte 1931 in Naturwissenschaften an der Universität Moskau und war einer der wenigen atheistischen Schriftsteller, die in der arabischen Welt für den Atheismus eintraten. Er veröffentlichte sein bekanntestes Manifest Limāḏā ʾanā Mulḥid (Warum ich ein Atheist bin) und erhielt zahlreiche Reaktionen von theistischen Schriftstellern. Er erlitt depressive Anfälle, die sich durch die Lektüre von Werken der Philosophen Schopenhauer und Kierkegaard verstärkten, worauf er Selbstmord durch Ertränken im Mittelmeer beging. In seinem Mantel fand die Polizei einen Brief von ihm an den Staatsanwalt, in dem er mitteilte, dass er Selbstmord begangen hatte, und dass er empfahl, seinen Leichnam nicht auf einem muslimischen Friedhof zu bestatten, sondern ihn zu verbrennen.

## Schriften (Auswahl)
- Aus den Quellen der islamischen Geschichte (Min masadir at-tarikh al-islami) 1936
- Warum ich ein Atheist bin (Limadha ana mulhid), zuerst veröffentlicht in al-Imam 1937